# Brasil Open 2008
Brasil Open 2008 var en tennisturnering som spelades mellan 11 och 17 februari 2008 i Costa do Sauípe, Brasilien. Det var det 8:e året som Brasil Open spelades.

## Mästare

### Singel
Nicolás Almagro besegrade  Carlos Moya, 7–6(4), 3–6, 7–5
- Det var Nicolás Almagros 1:a titel detta året, och hans 3:e sammanlagt.

### Dubbel
Marcelo Melo /  Andre Sa besegrade  Albert Montanes /  Santiago Ventura, 4–6, 6–2, [10–7]